# 형지글로벌
주식회사 형지글로벌은 형지그룹이 인수한 프랑스 브랜드이자 골프의류·용품 판매 기업이다. 2025년 이재명 대선 후보 테마주로 분류되어 주가가 크게 오른 적이 있다.

## 연혁
2016년 프랑스 패션 브랜드인 까스텔바작을 인수하였다.
2021년 미국 법인 ‘까스텔바작 USA’를 설립하였다.
2025년 현재의 사명으로 변경하였다.
2025년 205억원 규모의 유상증자을 할 예정이다.
2025년 형지페이를 개발하고, 스테이블코인 '형지코인' 도입을 추진한다.

## 같이 보기
- 형지엘리트
- 형지I&C
- 스테이블코인